# Pro Piacenza
Ne doit pas être confondu avec Piacenza Calcio 1919.
Le Pro Piacenza, nom complet en italien Associazione Sportiva Pro Piacenza 1919 s.r.l, est un club de football italien de Plaisance, fondé en 1919. L'italien Nicola Cirigliano est l'entraineur depuis 2019.
En février 2019, le club est exclu de la Serie C.

## Histoire
Le club est fondé en 1919, la même année que son rival local Plaisance Calcio 1919, par la fusion de deux clubs locaux et se nomme AS Pro Piacenza. 
Si Plaisance Calcio 1919 est parvenu à jouer au niveau professionnel et même au plus haut niveau entre 1995 et 2000 puis entre 2001 et 2003, Pro Piacenza n'a jamais quitté le niveau régional.
En 2012, l'année où son rival local sombre dans une crise financière et doit redémarrer en sixième division, Pro Piacenza réussit la promotion en Serie D, le cinquième niveau du football italien à cette époque. Dès la première saison le club termine à la première place et se qualifie pour la Lega Pro, nouvellement créée, qui devient le troisième niveau du football italien.
Pro Piacenza pourra se maintenir difficilement dans cette division, frôlant souvent la relégation, comme lors de la saison 2014-2015 puis 2015-2016. Lors de sa troisième saison, à laquelle l'autre club de Plaisance a pu se joindre, Pro Piacenza termine 11e.
Lors de la saison 2018-2019 de Serie C le club connait des problèmes financiers, ne pouvant plus payer ses joueurs, ceux-ci se mettent en grève obligeant le club à déclarer forfait par trois fois. Le 18 février 2019, pour éviter un quatrième forfait, synonyme d'exclusion, le club aligne une équipe de sept jeunes à Coni, après une défaite de 20-0 et une parodie de match la   fédération italienne (FIGC) décide d'exclure le club de la Serie C et révoque l'affiliation du club.